# Calyptranthes chiapensis
Calyptranthes chiapensis är en myrtenväxtart som beskrevs av Cyrus Longworth Lundell. Calyptranthes chiapensis ingår i släktet Calyptranthes och familjen myrtenväxter. Inga underarter finns listade i Catalogue of Life.